# 梅尼勒让
梅尼勒让（法語：Ménil-Jean，法語發音：[menil ʒɑ̃] ⓘ）是法国奥恩省的一个旧市镇，位于该省北部偏西，属于阿让唐区。2016年1月1日，梅尼勒让和相邻的另外8个市镇合并为新市镇皮唐日勒拉克（Putanges-le-Lac）。

## 地理
梅尼勒让（48°44'21"N, 0°13'25"W）面积7.04 平方千米，位于法国诺曼底大区奧恩省，该省份为法国西北部内陆省份，北起顺时针与卡爾瓦多斯省、厄尔省、厄尔-卢瓦省、萨尔特省、马耶讷省和芒什省接壤。
与梅尼勒让接壤的市镇（或旧市镇、城区）包括：巴蒂伊、拉库尔布、拉弗雷奈欧索瓦日、日耶勒-库尔泰耶、迈尔河畔卢热。
梅尼勒让的时区为UTC+01:00、UTC+02:00（夏令时）。

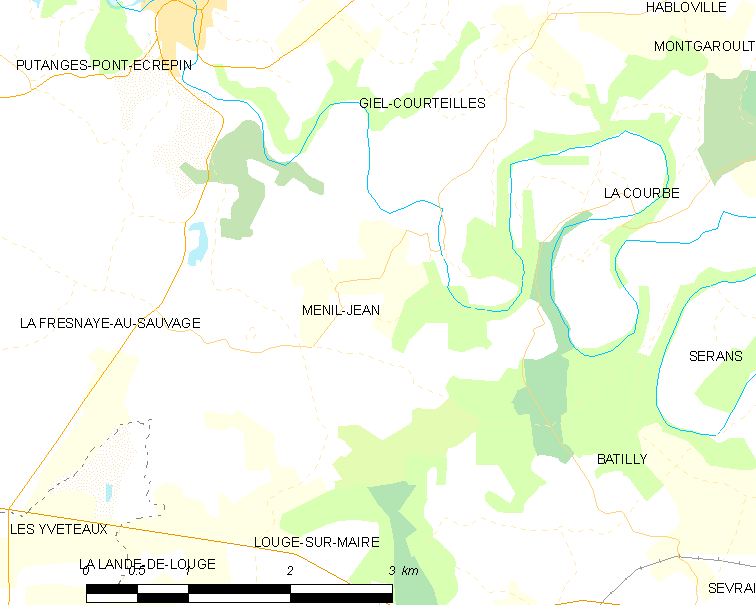
梅尼勒让的OSM定位图

## 行政
梅尼勒让的邮政编码为61210，INSEE市镇编码为61270。

## 政治
梅尼勒让所属的省级选区为阿蒂斯-瓦勒德鲁夫尔县。

## 人口

1962-2008年间梅尼勒让人口变化图示

梅尼勒让于2018年1月1日时的人口数量为118人。